# Microlestes fulvibasis
Microlestes fulvibasis é uma espécie de insetos coleópteros pertencente à família Carabidae.
A autoridade científica da espécie é Reitter, tendo sido descrita no ano de 1901.
Trata-se de uma espécie presente no território português.